# Gunnera boliviana
Gunnera boliviana là một loài thực vật có hoa trong họ Dương nhị tiên. Loài này được Morong. ex Rusby mô tả khoa học đầu tiên năm 1896.